# Weak (AJR)
Weak is een nummer van de Amerikaanse indiepopband AJR uit 2017. Het nummer is afkomstig van hun EP What Everyone's Thinking en hun album The Click.
"Weak" gaat over sterk blijven en niet te snel toegeven. Het nummer had in de Amerikaanse Billboard Hot 100 met een 73e positie niet veel succes. In de Nederlandse Top 40 was het met een 5e positie wel zeer succesvol. Ook in de Vlaamse Ultratop 50 deed het nummer het goed, daar haalde het de 7e positie.

## Hitnoteringen

### Nederlandse Top 40
| Hitnotering: 25-03-2017 t/m 19-08-2017 | Hitnotering: 25-03-2017 t/m 19-08-2017 | Hitnotering: 25-03-2017 t/m 19-08-2017 | Hitnotering: 25-03-2017 t/m 19-08-2017 | Hitnotering: 25-03-2017 t/m 19-08-2017 | Hitnotering: 25-03-2017 t/m 19-08-2017 | Hitnotering: 25-03-2017 t/m 19-08-2017 | Hitnotering: 25-03-2017 t/m 19-08-2017 | Hitnotering: 25-03-2017 t/m 19-08-2017 | Hitnotering: 25-03-2017 t/m 19-08-2017 | Hitnotering: 25-03-2017 t/m 19-08-2017 | Hitnotering: 25-03-2017 t/m 19-08-2017 | Hitnotering: 25-03-2017 t/m 19-08-2017 | Hitnotering: 25-03-2017 t/m 19-08-2017 | Hitnotering: 25-03-2017 t/m 19-08-2017 | Hitnotering: 25-03-2017 t/m 19-08-2017 | Hitnotering: 25-03-2017 t/m 19-08-2017 | Hitnotering: 25-03-2017 t/m 19-08-2017 | Hitnotering: 25-03-2017 t/m 19-08-2017 | Hitnotering: 25-03-2017 t/m 19-08-2017 | Hitnotering: 25-03-2017 t/m 19-08-2017 |
| Week:                                  | 1                                      | 2                                      | 3                                      | 4                                      | 5                                      | 6                                      | 7                                      | 8                                      | 9                                      | 10                                     | 11                                     | 12                                     | 13                                     | 14                                     | 15                                     | 16                                     | 17                                     | 18                                     | 19                                     | 20                                     |
| -------------------------------------- | -------------------------------------- | -------------------------------------- | -------------------------------------- | -------------------------------------- | -------------------------------------- | -------------------------------------- | -------------------------------------- | -------------------------------------- | -------------------------------------- | -------------------------------------- | -------------------------------------- | -------------------------------------- | -------------------------------------- | -------------------------------------- | -------------------------------------- | -------------------------------------- | -------------------------------------- | -------------------------------------- | -------------------------------------- | -------------------------------------- |
| Positie:                               | 33                                     | 22                                     | 15                                     | 11                                     | 7                                      | 7                                      | 5                                      | 8                                      | 9                                      | 10                                     | 14                                     | 11                                     | 10                                     | 9                                      | 12                                     | 18                                     | 18                                     | 20                                     | 26                                     | 29                                     |
| Week:                                  | 21                                     | 22                                     |                                        |                                        |                                        |                                        |                                        |                                        |                                        |                                        |                                        |                                        |                                        |                                        |                                        |                                        |                                        |                                        |                                        |                                        |
| Positie:                               | 33                                     | 38                                     | uit                                    |                                        |                                        |                                        |                                        |                                        |                                        |                                        |                                        |                                        |                                        |                                        |                                        |                                        |                                        |                                        |                                        |                                        |